# Guloză
Guloza este o monozaharidă de tip aldoză (mai exact o aldohexoză) și are formula moleculară C6H12O6.  
Este un compus foarte rar în natură, dar a fost identificat în specii de arhee, bacterii și eucariote. Este un epimer C-3 al galactozei și un epimer C-5 al manozei.